# Phantasy Star IV: The End of the Millennium
 (avril 2020).
Si vous disposez d'ouvrages ou d'articles de référence ou si vous connaissez des sites web de qualité traitant du thème abordé ici, merci de compléter l'article en donnant les références utiles à sa vérifiabilité et en les liant à la section « Notes et références ».
Phantasy Star IV: The End of the Millennium (ファンタシースター 千年紀の終りに, Fantashī Sutā Sennenki No Owari Ni) est un jeu vidéo de rôle développé par Sega AM7 et édité par Sega, sorti en 1993 sur Mega Drive au Japon, puis en 1995 en Europe et aux États-Unis. Il s'agit du quatrième épisode de la série Phantasy Star.

## Trame
L'histoire de Phantasy star IV nous narre les aventures de plusieurs élus dont le but est d'empêcher la résurrection d'une entité maléfique ayant autrefois fait régner la terreur dans toute la galaxie. Mais malgré tous leurs efforts, les ténèbres, par l'intermédiaire du mage noir Zio et de leur incarnation maléfique « Dark Force », réussissent leur plan pour les ramener à la vie. Aux héros maintenant de les arrêter.

## Système de jeu
Le gameplay de ce 4e opus reprend en grande partie celui de Phantasy Star II :
« Le jeu propose de diriger une équipe de personnages. Les combats se déroulent au  tour par tour et le joueur donne d'abord les instructions aux personnages composant son équipe (jusqu'à cinq) et suit le déroulement du tour. Puis il donne les instructions pour le tour suivant etc. Les ordres donnés vont de l'utilisation de magie à l'attaque normale ou spéciale, en passant par l'utilisation d'objet ou la défense (à l'aide d'un bouclier). »

### Nouveautés
Il est aussi possible d'enregistrer des listes de commandes, appelées « Macros », afin d'exécuter des stratégies de combat en une seule commande. Une autre nouveauté du système de combat est la possibilité de combiner plusieurs attaques : par exemple si Chaz exécute la technique « Tsu », qu'ensuite Alys exécute « Foi », puis que Hahn exécute « Wat », ils feront une attaque « Triblaster », plus puissante que les trois techniques séparées (en revanche, il faut impérativement que les attaques soient effectuées dans le bon ordre).
Les dialogues avec des personnages importants du scénario donnent lieu à des images fixes représentant la scène de dialogue et l'attitude des protagonistes qui y prennent part.

## Commentaire
Ce jeu peut être considéré comme une suite directe de Phantasy Star II dont il reprend le design et l'univers, contrairement à Phantasy Star III qui est à part à de nombreux points de vue. 
Il est néanmoins plus accessible, moins difficile (il y a moins besoin de faire du levelling), et son déroulement est plus fluide. Les graphismes sont soignés et colorés et les scènes dessinées lors de certains dialogues illustrent agréablement le jeu.

## Personnages

### Personnages jouables
- Personnages de la partie :
  - Rudy Ashley (Chaz) : Jeune 'hunter' à la guilde d'Aiedo, sorte de mercenaire.
  - Fal (Rika) : Être biologique créé artificiellement par l'IA Seed.
  - Threy Walsh (Rune) : Mage puissant, maîtrisant la vraie magie.
  - Fallen (Wren) : Cyborg quasi-millénaire, responsable du satellite Kuran.
- Les Cinquièmes Personnages :
  - Lyra Brangwin (Alys) : 'Hunter' également, elle a adopté Rudy (Chaz)
  - Hahn Mahley (Hahn) : Étudiant à l'université de Piata.
  - Pike (Gryz) : Un des derniers de la race des motaviens (Motaviens Manias).
  - Flena (Demi) : Cyborg responsable du contrôle climatologique de Motavia depuis 'Nurvus'
  - Su Raja (Raja) : Prêtre de Dezolis.
  - Shess Tearney (Kyra Tierney) : 'Esper' de Dezolis, dont la mission est de soigner et guérir. Elle utilise la vraie magie de soin.

### Personnages Non-Jouables (Ennemis)
- Zio : Magicien noir disciple de Dark Falz (dark force).
- Dark Falz (dark force) : Créature créée par les ténèbres profonds.
- Ténebres Profonds : Source du mal (ennemis finaux du jeu)
- Siam Sizlablam (Seth)
- Juza

### Personnages Non-Jouables (Alliés)
- Saya
- Pana
- Holt
- Seed
- Guna
- Esprit d'Alisa Landeel (ou Elsideon/Elsydeon)

## L'univers de Phantasy Star IV

### Système solaire d'Algol
Il s'agit du lieu où se déroule les premiers jeux de la série. Il contient quatre planètes : Palma, Motavia, Dezoris et Rykros.

#### Palma
Palma était une planète de couleur verte, considérée comme la planète originelle des populations composant Algol. La planète a été détruite dans Phantasy Star II lors de la collision avec le satellite-prison Gaira. La planète était gouvernée par l'empereur Lassic (rencontré dans Phantasy Star), et son gouvernement a envoyé des robots d'attaque contre l'équipe du joueur après la destruction de la planète. Dans Phantasy Star IV, la planète n'existe plus, il n'en reste que des astéroïdes.

#### Motavia
Dans Phantasy Star II, la planète était terra-morphée et devient accueillante grâce à l'action de Mother Brain et du Climatrol Center. Mais après la destruction de ces derniers, elle redevient aride dans Phantasy Star IV. Les survivants comptaient trop sur les machines et Mother Brain. Aujourd'hui, tout leur savoir a été perdu.

#### Dezoris
Dans Phantasy Star IV, la planète est inaccessible pour les habitants de Motavia. Elle reste donc très méconnue.

#### Rykros
Rykros est une planète créée artificiellement, placée sur une orbite très étirée, comme celle d'une comète. Elle est protégée contre les moyens classiques de détection et ne peut être repérée que par le légendaire Aero Prism. Un de ses composants "le roof", une entité artificielle extrêmement avancée considérée comme une divinité par les étudiants, renferme avec Ryrkos la fin et le secret du système Algol.

## Équipe de développement
- Histoire originale : Toru Yoshida
- Script : Akinori Nishiyama
- Réalisateur son : Izuho Takeuchi
- Design et graphismes monstres : Kazuyoshi Tsugawa, Toru Yoshida, Akinori Nishiyama, Tsukasa Mori
- Compositeurs musique : Izuho Takeuchi, M. Nakagaki
- Programmation son : Izuho Takeuchi, Yoshiaki Kashima
- Effets sonores : Izuho Takeuchi, M. Nakagaki
- Réalisateurs : Rieko Kodama, Toru Yoshida

## Portages et compilations
- Phantasy Star Collection sur Saturn en 1998 au Japon uniquement. Il existe une version Game Boy Advance de ce jeu sorti en 2002 dans le reste du monde, mais Phantasy Star IV n'y est pas inclus.
- Sega Mega Drive Collection sur PlayStation 2 en 2006 dans une compilation regroupant de nombreux jeux Mega Drive.
- Sega Mega Drive Ultimate Collection sur PlayStation 3 et Xbox 360 en 2009, accompagné de 39 autres jeux Mega Drive.
- Phantasy Star Complete Collection sur PlayStation 2 en 2008 dans la série Sega Ages, uniquement au Japon.
- Phantasy Star IV est également disponible dans la compilation de jeux Megadrive téléchargeable via l’abonnement ’’Nintendo Switch Online’’ de la Nintendo Switch.